# Vanessa Beecroft

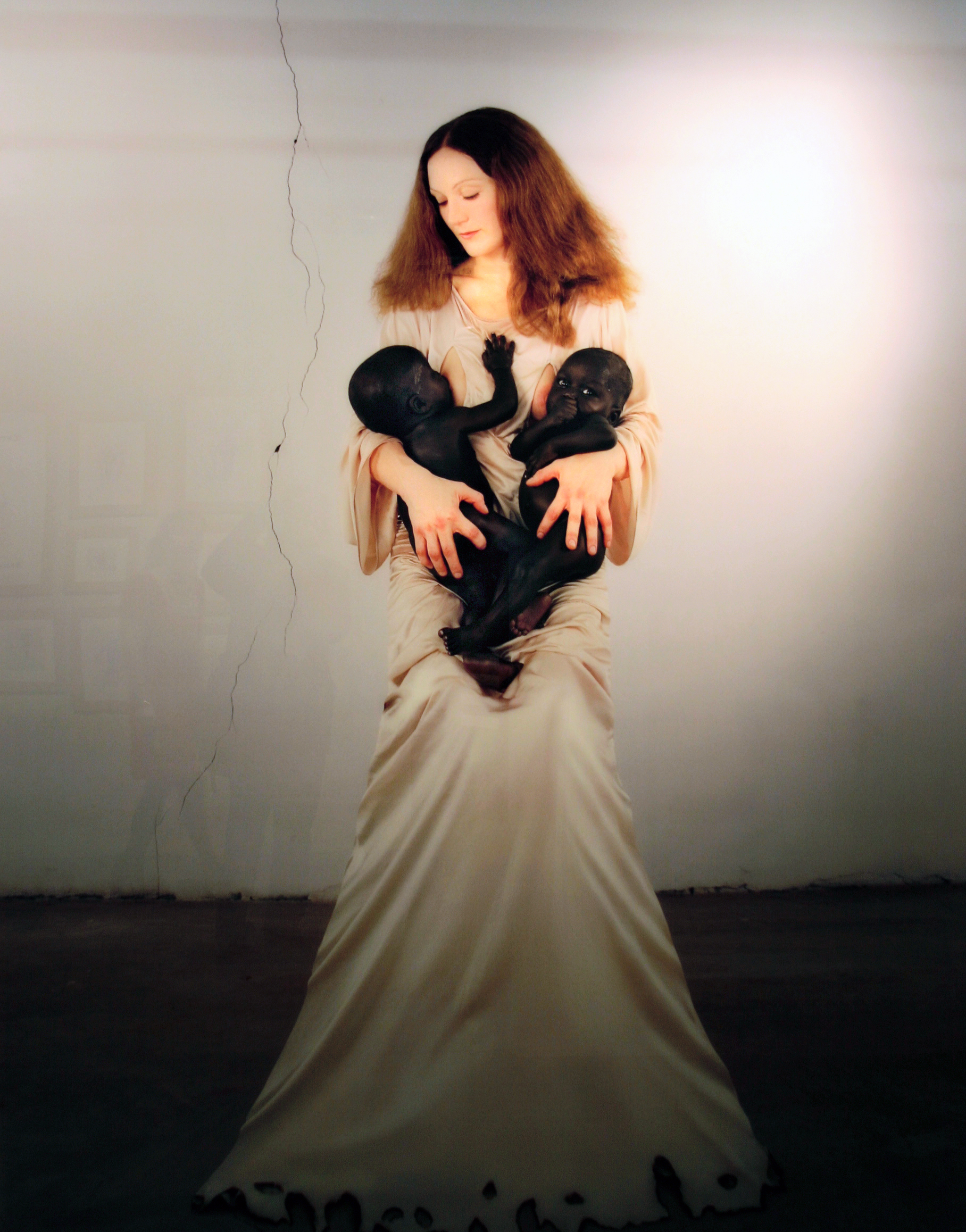
Vanessa Beecroft als „Weiße Madonna mit Zwillingen“ in der Kathedrale von Rumbek (2006)

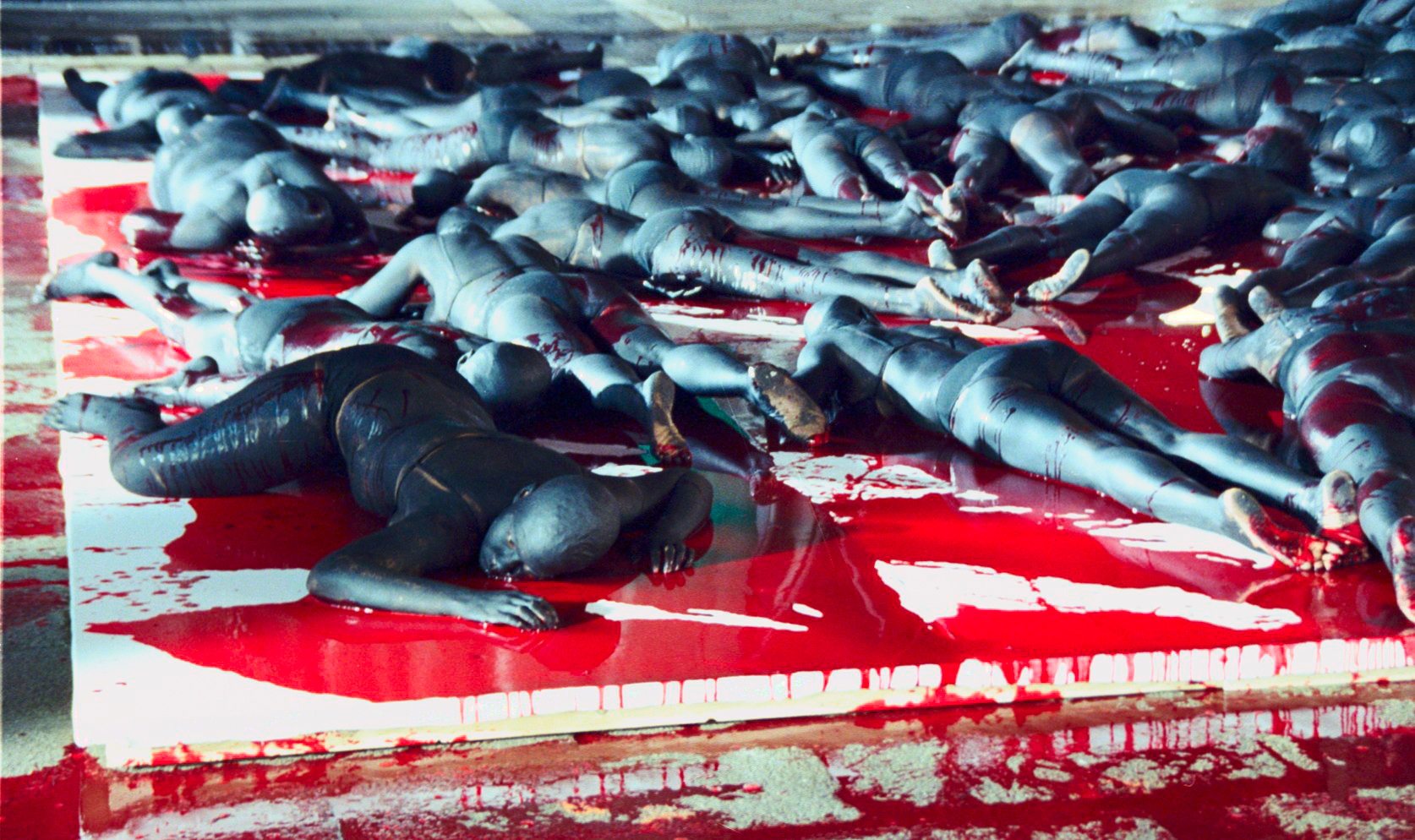
Still Death! Darfur Still Death.

Vanessa Beecroft (* 25. April 1969 in Genua) ist eine italienische Performance-Künstlerin.

## Leben und Karriere
Vanessa Beecroft wurde 1969 in der ligurischen Hafenstadt Genua als Tochter eines Briten und einer Italienerin geboren. Sie studierte von 1983 bis 1987 Architektur in Genua und von 1988 bis 1993 Bühnengestaltung an der Brera in Mailand. Seit 1994 stellt sie weltweit Rauminszenierungen mit teilweise nackten, stilisierten weiblichen und auch männlichen Models als Tableaus vor. Im Unterschied zur klassischen Performance ist die Künstlerin dabei nicht direkt beteiligt, sondern agiert als Regisseurin im Hintergrund. Vanessa Beecroft lebt auf Long Island im US-Bundesstaat New York.
Ähnliche Körperskulpturen macht auch Spencer Tunick, allerdings arbeitet dieser ausschließlich mit Amateuren und überwiegend im freien Raum.
Aus ihrer Ehe mit Greg Durkin hat sie zwei Söhne.

## Ausstellungen
- 2014: Boom She Boom. Werke aus der Sammlung, Museum für Moderne Kunst (MMK), Frankfurt am Main[1]
- 2010: NOT IN FASHION. Mode und Fotografie der 90er Jahre, Museum für Moderne Kunst (MMK), Frankfurt am Main[2]
- 2008: Einige Werke sind Teil der Ausstellung im Hotel Blow Up Hall 5050, das die polnische Kunstsammlerin Grażyna Kulczyk in Posen betreibt